# Pinezići (Marčana)
 Pinezići   (olaszul: Pinesi) falu Horvátországban, Isztria megyében. Közigazgatásilag Marčanához tartozik.

## Fekvése
Az Isztria délkeleti részén, Pólától 15 km-re északkeletre, községközpontjától 2 km-re északnyugatra, a Pólából Labinba vezető főúttól 1 km-re nyugatra fekszik.

## Története
A település a 16. század táján keletkezett, amikor a török hódítás elől menekülő dalmáciai és boszniai horvátokkal népesítették be. 1880-ban 77, 1910-ben 91 lakosa volt. Lakói főként mezőgazdaságból (gabona, gyümölcs és szőlő termesztés) éltek. Az első világháború után a falu Olaszországhoz került. A második világháború után Jugoszlávia része lett. Jugoszlávia felbomlása után 1991-ben a független Horvátország része lett. 2011-ben a falunak 42 lakosa volt.

## Lakosság
| Lakosság változása | Lakosság változása | Lakosság változása | Lakosság változása | Lakosság változása | Lakosság változása | Lakosság változása | Lakosság változása | Lakosság változása | Lakosság változása | Lakosság változása | Lakosság változása | Lakosság változása | Lakosság változása | Lakosság változása | Lakosság változása |
| ------------------ | ------------------ | ------------------ | ------------------ | ------------------ | ------------------ | ------------------ | ------------------ | ------------------ | ------------------ | ------------------ | ------------------ | ------------------ | ------------------ | ------------------ | ------------------ |
| 1857               | 1869               | 1880               | 1890               | 1900               | 1910               | 1921               | 1931               | 1948               | 1953               | 1961               | 1971               | 1981               | 1991               | 2001               | 2011               |
| 0                  | 0                  | 77                 | 69                 | 69                 | 91                 | 0                  | 0                  | 86                 | 90                 | 83                 | 75                 | 49                 | 57                 | 55                 | 42                 |